# Islamska zajednica Bošnjaka u Švicarskoj
Islamska zajednica Bošnjaka u Švicarskoj (IZCH) je vjerska organizacija Bošnjaka muslimana na području Švicarske. u sastavu ove organizacije nalaze se i Bošnjaci muslimani koji žive u Lihtenštajnu.
Najviši predstavnik Islamske zajednice Bošnjaka u Švicarskoj je glavni imam. Islamska zajednica Bošnjaka u Švicarskoj je do danas u okviru Islamske zajednice u Bosni i Hercegovini na nivou medžlisa. Kao takva, sastavni je dio Mešihata Islamske zajednice Bošnjaka u Zapadnoj Europi, zbog čega je reis-ul-ulema vrhovni poglavar Bošnjaka muslimana i u Švicarskoj.
Sjedište Islamske zajednice Bošnjaka u Švicarskoj nalazi se u Bernu.

## Organizacija
U sastavu Islamske zajednice Bošnjaka u Švicarskoj se nalaze 24 registrirana džemata. Rad i aktivnosti usklađeni su s važećim zakonima Švicarske i Lihtenštajna, te pravnim aktima Islamske zajednice u Bosni i Hercegovini.

## Vanjske poveznice
- Islamska zajednica Bošnjaka u Švicarskoj  Arhivirana inačica izvorne stranice od 20. ožujka 2020. (Wayback Machine)